# Madeleine Attal
Madeleine Jacqueline Attal (Constantina, 11 de diciembre de 1921-Montaud, 13 de enero de 2023) fue una actriz, locutora y directora de teatro francesa.

## Biografía
Fue directora de programación de France 3. Participó de Cláusula para siempre en 1999. Fue galardonada como Ciudadana de Honor de Montaud, Hérault.
Su última interpretación fue para la película Neige de Dominique Attali basada en la obra de Maxence Fermine en 2001.